# Yele-solomonski jezici
Yele-solomonski jezici, danas nepriznata jezična skupina koja je bila dio nekadašanje yele-solomonske-novobritanske šire skupine, istočnopapuanske jezične porodice.
Obuhvaćala je podskupine: a) Centralno Solomonski (4) jezika, danas samostalna porodica; b) Kazukuru (3) jezika koji se danas klasificiraju u austronezijske jezike i u zapadnu novogeorgijsku podskupinu i; c) Yele (1) s jezikom yele, koji se danas klasificira u yele-zapadnonovobritanske jezike.

## Vanjske poveznice
- Ethnologue (14th)
- Ethnologue (15th)